# Clive Hunt
Clive Hunt – brytyjski kierowca wyścigowy.

## Kariera
W wyścigach samochodowych Hunt poświęcił się głównie startom zaliczanym do klasyfikacji Mistrzostw Świata Samochodów Sportowych. W latach 1962, 1964 pojawiał się w stawce 24-godzinnego wyścigu Le Mans. W pierwszym sezonie startów stanął na trzecim stopniu podium w klasie GT 1.3. Dwa lata później w tej samej klasie odniósł zwycięstwo.